# Леях (округ)
Леях (урду ضِلع ليّہ‎, англ. Layyah District) — один из 36 округов пакистанской провинции Пенджаб. Административный центр — город Леях.

## География
Леях граничит с округом Музаффаргарх на юге, с округами Дера-Гази-Хан и Дера-Исмаил-Хан на западе, с округом Бхаккар на севере, с округами Джанг и Ханевал на востоке.

## Техсилы
Леях занимает площадь 6,291 км² и разделен на три техсила:
- Леях
- Карор
- Чаубара